# The Oxbow, o Mount Holyoke después de una tormenta
The Oxbow, Mount Holyoke, Northampton, Massachusetts, después de una tormenta, cuyo título original en inglés es View from Mount Holyoke, Northampton, Massachusetts, after a Thunderstorm, comúnmente conocido como The Oxbow, es una de las obras más importantes y conocidas de Thomas Cole, pintor estadounidense de origen británico, fundador de la Escuela del río Hudson.  

## Introducción
The Oxbow -el Meandro- tuvo un gran éxito desde su primera exposición. De hecho, este lienzo representa varios tópicos propios de la primera Escuela del Río Hudson: un punto de vista alto, un paisaje en la distancia con una tormenta eléctrica, un árbol quemado por un rayo y un sereno valle que se extiende bajo el espectador. La impresionante representación del meandro formado por el río, completa esta dinámica pintura.

## Análisis de la obra
- Pintura al óleo sobre lienzo; 130,8 x 193 cm.; 1836; Museo Metropolitano de Arte, Nueva York.

- Firmado en el portafolio, entre el equipo de dibujo del artista, en la parte inferior del lienzo: "T Cole / 1836"

La composición que Thomas Cole quería pintar era particularmente difícil, ya que su anchura era mayor que la de los lienzos de la época. Para resolver este problema, Cole sintetizó dos vistas separadas del Mount Holyoke.
El lienzo se divide en dos partes distintas. A la izquierda y al primer plano, se representan dos árboles, uno de los cuales ha sido dividido por un rayo. Detrás de ellos, se alejan las nubes de una tormenta. A la derecha, un paisaje cultivado, lleno de luz, bordeando el meandro del río Connecticut. Ambas partes del lienzo están unidas por dos detalles significativos: la sombrilla inclinada, y el equipo de dibujo del artista, con un maletín que lleva su firma. Thomas Cole, que es el único personaje visible en este amplio panorama, aparece a pocos metros, con su caballete entre las rocas y los árboles.
Por un lado, Thomas Cole, en esta pintura, parece admirar el paisaje cultivado por el hombre pero, por otro lado, era consciente de que la naturaleza de esta parte de Norteamèrica, llena de significado moral, estaba siendo dañada por la llegada de la civilización. En la colina del fondo se pueden ver algunas cicatrices en el bosque, que parecen marcar, en el alfabeto hebreo, la palabra Noé (נֹ֫חַ). Mirando hacia abajo, desde la perspectiva de Dios, parecen formar la palabra Shaddai "el Todopoderoso". Tal vez Cole sugiere que el paisaje revela por sí mismo la Palabra de Dios, y que cualquier intrusión humana podría implicar una profanación. Por otro lado, la cuidadosa división del paisaje a la derecha puede significar que la civilización vence al caos inherente al mundo natural. Posiblemente este lienzo muestra la ambivalencia de Cole en este sentido.
De hecho, Basil Hall (Edimburgo 1788 - 1844 Portsmouth) en su obra "Forty Etchings from Sketches Made with the Camera Lucida, in North America in 1827 and 1828", lamentaba la escasa atención de los estadounidenses hacia su paisaje y patrimonio natural. Tal vez el lienzo de Cole sea una respuesta a esta controversia. En efecto, parece como si el artista recalcara la capacidad de los Estados Unidos para lograr la unión de lo pintoresco y lo sublime, con el asentamiento agrícola y pastoral del lado derecho, haciendo hincapié en las posibilidades de una pintura del paisaje propia de la nación norteamericana.

## Procedencia
- Charles N. Talbot, New York, junio 1838;
- en su residencia;
- Mrs. Russell Sage, New York, hasta 1908;